# Campionatul Mondial de Atletism din 2023 - 4 x 400 m (mixt)
Proba de ștafetă 4x400 de metri mixt de la Campionatul Mondial de Atletism din 2023 va avea loc pe 19 august 2023 pe Centrul Național de Atletism din Budapesta, Ungaria.

## Program
Ora este ora Ungariei (UTC+1)
| Dată      | Oră   | Etapă      |
| --------- | ----- | ---------- |
| 19 august | 11:05 | Calificări |
| 19 august | 21:47 | Finala     |